# Triple play

Triple play é um serviço que combina voz, dados e multimédia sob um único canal de comunicação de banda larga.
Um dos temas mais recorrentes no cenário contemporâneo das telecomunicações é o advento do triple play (oferta tripla), refletindo a crescente popularização de um conceito baseado na combinação de três serviços: acesso à Internet banda larga, telefonia e vídeo.
Operadoras tradicionais de telefonia fixa, móvel, de TV por assinatura e novas entrantes já discutem amplamente as premissas de mercado e aspectos técnico-econômicos e regulatórios, visando caminhar em direção à concretização de tal oferta. Muitos até vêem, num futuro próximo, o triple play como um qualificador para a competição efetiva em telecomunicações.